# Franco Coop
Franco Coop (Napoli, 27 settembre 1891 – Roma, 27 marzo 1962) è stato un attore italiano.

## Biografia
Di nobile famiglia napoletana, iniziò la sua carriera in teatro nel 1916, nella compagnia Di Lorenzo-Falconi, ed ebbe l'occasione di recitare accanto ai maggiori attori dell'epoca. Trovò però la sua vera misura di attore comico nel 1929, quando entrò nella compagnia di spettacoli Za-Bum, diretta da Luciano Ramo e Mario Mattoli. Frequenti in quel periodo anche le partecipazioni al teatro di rivista, alle trasmissioni di prosa dell'EIAR e Rai, a commedie e sceneggiati televisivi.
Fu uno dei primi attori del cinema italiano parlato, attività che lo assorbì quasi completamente; partecipò ad oltre ottanta film, tra i primi anni trenta fino a poco prima della morte, ricoprendo ruoli di caratterista, più volte in compagnia di Totò.
Fu saltuariamente impegnato nel doppiaggio, in particolare in Spagna, nel periodo 1943-1945.
Morì a Roma, stroncato da un edema polmonare.

## Filmografia
- Corte d'Assise, regia di Guido Brignone (1931)
- La scala, regia di Gennaro Righelli (1931)
- Stella del cinema, regia di Mario Almirante (1931)
- Terra madre, regia di Alessandro Blasetti (1931)
- Cinque a zero, regia di Mario Bonnard (1932)
- La segretaria per tutti, regia di Amleto Palermi (1933)
- Ninì Falpalà, regia di Amleto Palermi (1933)
- La signorina dell'autobus, regia di Nunzio Malasomma (1933)
- L'ultimo dei Bergerac, regia di Gennaro Righelli (1934)
- La signora di tutti, regia di Max Ophüls (1934)
- La signora Paradiso, regia di Enrico Guazzoni (1934)
- La mia vita sei tu, regia di Pietro Francisci (1935)
- Darò un milione, regia di Mario Camerini (1935)
- Aldebaran, regia di Alessandro Blasetti (1935)
- Cléo, robes et manteaux, regia di Nunzio Malasomma (1935)
- Quei due, regia di Gennaro Righelli (1935)
- Il serpente a sonagli, regia di Raffaello Matarazzo (1935)
- Lohengrin, regia di Nunzio Malasomma (1936)
- Sette giorni all'altro mondo, regia di Mario Mattoli (1936)
- Lo smemorato, regia di Gennaro Righelli (1936)
- È tornato carnevale, regia di Raffaello Matarazzo (1937)
- I tre desideri, regia di Giorgio Ferroni (1937)
- Fermo con le mani! regia di Gero Zambuto (1937)
- Gli ultimi giorni di Pompeo, regia di Mario Mattoli (1937)
- Scipione l'Africano, regia di Carmine Gallone (1937)
- Il conte di Bréchard, regia di Mario Bonnard (1938)
- L'albergo degli assenti, regia Raffaello Matarazzo (1938)
- Chi è più felice di me!, regia di Guido Brignone (1938)
- Bionda sottochiave, regia di Camillo Mastrocinque (1939)
- La mia canzone al vento, regia di Guido Brignone (1939)
- Don Pasquale, regia di Camillo Mastrocinque (1940)
- Capitan Fracassa regia di Duilio Coletti (1940)
- San Giovanni decollato regia di Amleto Palermi (1940)
- Il re del circo, regia di Hans Hinrich (1941)
- La bocca sulla strada, regia di Roberto Roberti (1941)
- Il sogno di tutti, regia di Oreste Biancoli (1941)
- Il re si diverte, regia di Mario Bonnard (1941)
- L'allegro fantasma, regia di Amleto Palermi (1941)
- Gelosia, regia di Ferdinando Maria Poggioli (1942)
- La fortuna viene dal cielo, regia di Ákos Ráthonyi (1942)
- Senza una donna, regia di Alfredo Guarini (1943)
- Le vie del peccato, regia di Giorgio Pàstina (1946)
- Un mese d'onestà, regia di Domenico Gambino (1947)
- Il barone Carlo Mazza, regia di Guido Brignone (1948)
- La madonnina d'oro, regia di Luigi Carpentieri e Ladislao Vajda (1949)
- La bellezza del diavolo, regia di René Clair (1949)
- Canzone di primavera, regia di Mario Costa (1950)
- Vivere a sbafo, regia di Giorgio Ferroni (1950)
- Quel fantasma di mio marito, regia di Camillo Mastrocinque (1950)
- Taxi di notte, regia di Carmine Gallone (1950)
- La bisarca regia di Giorgio Simonelli (1950)
- Incantesimo tragico (Oliva), regia di Mario Sequi (1951)
- La presidentessa, Pietro Germi (1952)
- Canzoni, canzoni, canzoni, regia di Domenico Paolella (1953)
- Carosello napoletano, regia di Ettore Giannini (1953)
- Café Chantant regia di Camillo Mastrocinque (1954)
- Le vacanze del Sor Clemente, regia di Camillo Mastrocinque (1954)
- Ridere! Ridere! Ridere!, regia di Edoardo Anton (1954)
- Femmina, regia di Marc Allégret (1954)
- L'arte di arrangiarsi, regia di Luigi Zampa (1954)
- Sette canzoni per sette sorelle, regia di Marino Girolami (1956)
- Ore 10: lezione di canto, regia di Marino Girolami (1956)
- Totò, Vittorio e la dottoressa, regia di Camillo Mastrocinque (1957)
- Non perdiamo la testa, regia di Mario Mattoli (1959)
- Quel tesoro di papà, regia di Marino Girolami (1959)
- Il principe fusto, regia di Maurizio Arena (1960)
- Cinque ore in contanti, regia di Mario Zampi (1961)

### Doppiaggio
- Eugene Pallette in Il segno di Zorro
- John Loder in Com'era verde la mia valle

## La rivista radiofonica Rai
- La Rivista... delle riviste, Album nº 2 di Nelli e Mangini, con Mario Mangini, Clelia Matania, Riccardo Billi, Franco Coop, regia di Nino Meloni, giovedì 22 novembre 1945, ore 22.

## La rivista teatrale
- Mettiamo l'occhio al buco di Fausto Pantosti, regia dell'autore, con Chiaretta Gelli, Franco Sportelli, Franco Coop (1946)

## Prosa radiofonica Rai
- L'Aio nell'imbarazzo, commedia di Giovanni Giraud, regia di Nino Meloni, trasmessa il 14 settembre 1949.

## Prosa televisiva Rai
- Il coraggio, commedia di Augusto Novelli, regia di Silverio Blasi, trasmessa il 13 febbraio 1954.
- Anima allegra, commedia dei Fratelli Quintero, regia di Claudio Fino, trasmessa il 13 febbraio 1955.
- L'ospite senza invito, teledramma di Charles Cordier, regia di Vittorio Brignole, trasmessa il 26 settembre 1955.
- Mont Oriol, diretto da Claudio Fino – sceneggiato TV (1958)
- Schiccheri è grande, regia di Silverio Blasi, con Mario Lanfritto, Giulia Lazzarini, Renato De Carmine, Franco Coop, Landa Galli, Anna Maria Guarnieri, trasmessa il 24 marzo 1954.
- Anima allegra, dei Fratelli Quintero, regia di Claudio Fino, trasmessa il 13 febbraio 1955.
- Dieci poveri negretti, regia di Alessandro Brissoni, con Gianni Lepsky, Fanny Marchiò, Nino Pavese, Paolo Carlini, Franco Coop, Aldo Silvani, Lietta Carraresi, Nino Cestari, Aldo Alori, Augusto Mastrantoni, Niela De Michel, trasmessa il 15 aprile 1955.
- Il garofano bianco, Robert C. Sheriff, regia di Alessandro Brissoni, trasmessa il 13 marzo 1955.
- Un cappello di paglia di Firenze, commedia di Eugène Labiche, regia di Corrado Pavolini, con Aldo Pierantoni, Fulvia Mammi, Romolo Costa, Itala Martini, Gastone Ciapini, Franca Maj, Gianni Bortolotto, Alberto Bonucci, Germana Paolieri, Franco Coop, Anty Ramazzini, Elisa Pozzi, Carlo Delfini, trasmessa il 6 gennaio 1956.
- La cucina degli angeli, commedia con la regia di Alessandro Brissoni, con Mirko Ellis, Pina Cei, Mario Scaccia, Carlo Ninchi, Franco Coop, trasmessa il 24 maggio 1957.
- La bisbetica domata di William Shakespeare, regia di Daniele D'Anza, 3 ottobre 1958.
- La spada di Damocle di Alfredo Testoni, regia di Vittorio Cottafavi, trasmessa il 14 novembre 1958.
- Il teatro dei ragazzi (1958)
- MT. Milizia territoriale, regia di Claudio Fino, con Rina Centa, Silvia Monelli, Franco Coop, Paola Borboni, Umberto Melnati, Osvaldo Ruggieri, Loris Gafforio, Laura Solari, Vinicio Sofia, Renato Mori, Armando Bandini, trasmessa il 15 gennaio 1960.